# Стрибог
Стрибог, (стсл. Стрибогъ) је божанство у словенској митологији. Он је бог река и потока који су набујали од кише, бог је ваздушних и водених струјања. Сви ветрови сматрани су његовим унуцима. Најчешће се спомиње код Источних Словена. Бог је зиме, мраза и леда који доносе буре, јаке ветрове и невреме. Такође, његова позната имена су: Подага, Погода и Подзвижд.
Најраније га помиње Несторова хроника, која је добила назив по монаху Нестору, иако се у ствари назива Повест минулих лета. Његова култна дрвена статуа помиње се међу киповима који су стајали на брегу у Кијеву, где су пронађене и статуе Перуна, Хорса и Мокоша.
У другим списима помињу се Стрибогови унуци како "дувају с мора стрелама" и пружају помоћ у невољи онима који верују у Стрибога. Почетком 20. века, Веселин Чајкановић је представио лик бога ветра тумачењем Вукових пословица у којима се помиње и Ћорава Анђелија. Он закључује да је то "име демона ветра који је без једног ока", и да је "у старој српској религији постојало једно божанство које се манифестовало у олуји и ветру, и које је било слепо на једно око". Хришћански светац Стеван, такође је био слеп, у српском народу светкује се као "Ветровити". Сећање на ово божанство представља понегде очуван српски празник "Војвода ветрова". Чајкановић доказује да се ветрови персонификују, да има добрих али и злих ветрова, где се по народном предању "по правилу увек замишљају у људском облику".
Свети Сава, светитељ на кога су прешле функције богова, једном приликом се јавља из облака, човеку који га моли за помоћ. Све ово подсећа на Стрибога и његове "унуке", ветрове који су спремни помоћи људима. 
У српској епској поезији се помиње и "девет Југовића" и десети "стари Југ Богдан", то представља необичну симболику. За ове јунаке се зна да нису историјски јунаци, иако су у песмама представљени као такви. Постоји теорија да су браћа Југовићи у ствари ветрови, којих има девет или десет, зависно да ли се броји стари Југ Богдан да ли као најстарији ветар "дат од бога" (Бог-дан). Такође југо је словенско име ветра који дува током хладног дела године и који траје најчешће девет дана.
Подага и Погода су ретка имена под којим би се могао крити Стрибог. Погода је име "бога времена", а за невреме Срби кажу непогода. Ово име је крајем XV века забележио пољски хроничар Јан Длугош, краковски архиепископ, који је проучавао веру незнабожачких Словена. 
Замишљан је као седи старац који држи рог у рукама, којим буди ветрове, своје унуке. Животиња која је симболизовала Стрибога је орао.